# Pleocnemia
Pleocnemia es un género de helechos perteneciente a la familia Tectariaceae.

## Taxonomía
El género fue descrito por Karel Presl y publicado en Tentamen Pteridographiae 183, pl. 7, f. 12. 1836. La especie tipo es: Pleocnemia leuzeana (Gaudich.) C. Presl. 

## Especies aceptadas
A continuación se brinda un listado de las especies del género Pleocnemia aceptadas hasta enero de 2013, ordenadas alfabéticamente. Para cada una se indica el nombre binomial seguido del autor, abreviado según las convenciones y usos:
- Pleocnemia andaiensis (Baker) Holttum
- Pleocnemia brongniartii (Bory) Holttum
- Pleocnemia conjugata (Blume) C. Presl
- Pleocnemia cumingiana C. Presl
- Pleocnemia dahlii (Hieron.) Holttum
- Pleocnemia devexa (Kunze) Alderw.
- Pleocnemia hamata Ching & Chu H. Wang
- Pleocnemia hemiteliiformis (Racib.) Holttum
- Pleocnemia irregularis (C. Presl) Holttum
- Pleocnemia kingii (Copel.) Alderw.
- Pleocnemia kwangsiensis Ching & Chu H. Wang
- Pleocnemia olivacea (Copel.) Holttum
- Pleocnemia submembranacea (Hayata) Tagawa & K. Iwats.
- Pleocnemia winitii Holttum